# Polibino
Polibino (ros. Полибино) – wieś w obwodzie lipieckim, nad Donem. Zespół pałacowy Nieczajewów-Malcowów z końca XVIII wieku we wsi Polibino. Do czasów rewolucji w zespole mieściło się muzeum bitwy na Kulikowym Polu.

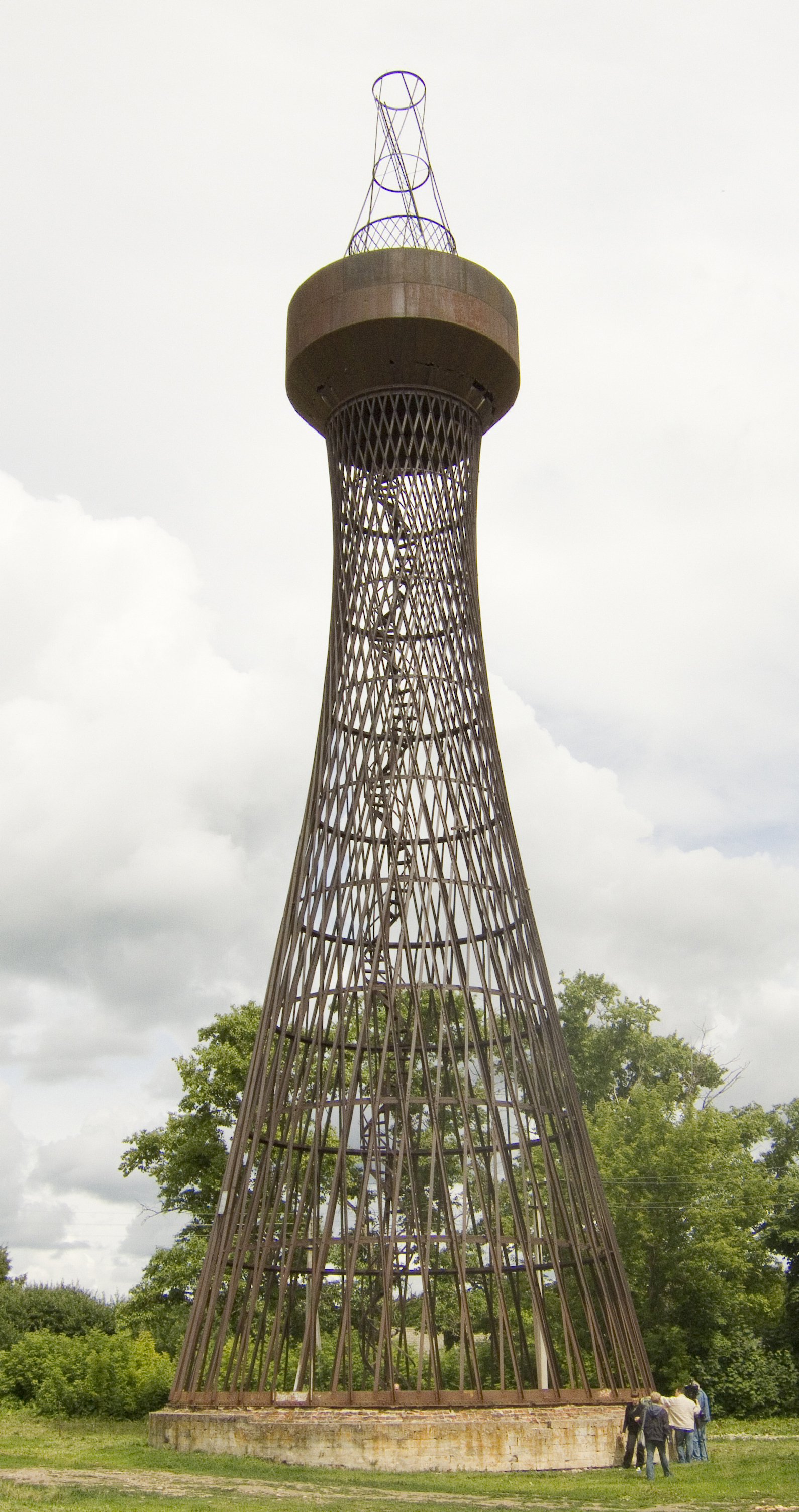
Pierwsza na świecie wieża hiperboliczna w miejscowości Polibino